# Ken Swofford
Ken Swofford, all'anagrafe Kenneth Charles Swofford (Du Quoin, 25 luglio 1933 – Pacific Grove, 1º novembre 2018), è stato un attore statunitense.

## Biografia
Dopo gli studi presso la Southern Illinois University-Carbondale, con una laurea in teatro nel 1959, Swofford iniziò a recitare i piccoli ruoli per il cinema all'inizio degli anni sessanta, comparendo in film quali Capitan Newman (1963), con Gregory Peck e Tony Curtis, e Il gran lupo chiama (1964), con Cary Grant.
Negli anni settanta apparve in pellicole quali Andromeda (1971), Il pirata dell'aria (1972) e 
Il principio del domino: la vita in gioco (1977), ma si affermò definitivamente come interprete per il piccolo schermo, con ruoli ricorrenti nelle serie Gunsmoke (1967-1975) e Sulle strade della California (1974-1977). Da ricordare la sua partecipazione alla serie poliziesca Ellery Queen (1975-1976), in cui interpretò il ruolo di Frank Flannigan, un reporter sbruffone che si intromette nelle indagini condotte da Ellery (Jim Hutton) e dal padre, l'ispettore Richard Queen (David Wayne).
Dopo due altri ruoli cinematografici di rilievo in S.O.B. (1981) di Blake Edwards e in Annie (1982) di John Huston, Swofford lavorò intensamente per la televisione anche negli anni ottanta. Dal 1983 al 1985 interpretò il ruolo del Prof. Quentin Morloch, uno degli insegnanti della New York School of the Performing Arts nella serie Saranno famosi. Apparve inoltre in ruoli ricorrenti nei serial Dynasty (1982-1988), in cui interpretò il tenente Holliman, e Dallas (1988-1989), nel ruolo dello sceriffo Burnside.
Nel 1989, la carriera di Swofford subì una battuta d'arresto quando egli fu condannato a 28 mesi di carcere per guida in stato di ebbrezza. Riuscì a superare l'evento e riprese a lavorare stabilmente fino al suo ritiro dalle scene nel 1995, facendo ancora apparizioni di rilievo nei film Thelma & Louise (1991) di Ridley Scott e Rapina del secolo a Beverly Hills (1991), e nella celebre serie poliziesca La signora in giallo, nel ruolo del detective Catalano.
Sposato dal 1959 con Barbee Biggs, da lei ebbe cinque figli di cui uno, Brendan, affetto da autismo. L'attore è morto il 1º novembre 2018, all'età di 85 anni.

## Filmografia parziale

### Cinema
- Capitan Newman (Captain Newman, M.D.), regia di David Miller (1963)
- Il gran lupo chiama (Father Goose), regia di Ralph Nelson (1964)
- Non c'è posto per i vigliacchi (First to Fight), regia di Christian Nyby (1967)
- Sparatorie ad Abilene (Gunfight in Abilene), regia di William Hale (1967)
- Al di là di ogni ragionevole dubbio (The Lawyer), regia di Sidney J. Furie (1970)
- Andromeda (The Andromeda Strain), regia di Robert Wise (1971)
- Bless the Beasts & Children, regia di Stanley Kramer (1971)
- Il pirata dell'aria (Skyjacked), regia di John Guillermin (1972)
- Un piccolo indiano (One Little Indian), regia di Bernard McEveety (1973)
- L'uccello tutto nero (The Black Bird), regia di David Giler (1975)
- Il principio del domino: la vita in gioco (The Domino Principle), regia di Stanley Kramer (1977)
- S.O.B., regia di Blake Edwards (1981)
- Annie, regia di John Huston (1982)
- Thelma & Louise, regia di Ridley Scott (1991)
- Rapina del secolo a Beverly Hills (The Taking of Beverly Hills), regia di Sidney J. Furie (1991)

### Televisione
- Surfside 6 – serie TV, episodio 2x27 (1962)
- La grande vallata (The Big Valley) – serie TV, episodio 2x13 (1966)
- Selvaggio west (The Wild Wild West) – serie TV, episodio 3x15 (1967)
- Cimarron Strip – serie TV, episodio 1x12 (1967)
- Gunsmoke – serie TV, 12 episodi (1967-1975)
- Il virginiano (The Virginian) – serie TV, episodi 6x16-6x17-7x08-7x24 (1968-1969)
- Lancer – serie TV, episodio 2x19 (1970)
- Colombo (Columbo) – serie TV, episodio 3x03 (1973)
- A Cry for Help, regia di Daryl Duke – film TV (1975)
- Ellery Queen – serie TV, 5 episodi (1975-1976)
- Sulle strade della California (Police Story) – serie TV, 5 episodi (1974-1977)
- Alla conquista dell'Oregon (The Oregon Trail) – serie TV, episodio 1x01 (1977)
- Galactica (Battlestar Galactica) – serie TV, episodio 1x22 (1979)
- Saranno famosi (Fame) – serie TV, 52 episodi (1983-1985)
- A-Team (The A-Team) – serie TV, episodio 3x25 (1985)
- Supercar (Knight Rider) – serie TV, episodio 4x21 (1986)
- Dynasty – serie TV, 3 episodi (1982-1988)
- Dallas – serie TV, 4 episodi (1988-1989)
- La signora in giallo (Murder, She Wrote) – serie TV, 11 episodi (1985-1992)
- Un detective in corsia (Diagnosis: Murder) – serie TV, episodio 2x04 (1994)

## Doppiatori italiani
Nelle versioni in italiano delle opere in cui ha recitato, Ken Swofford è stato doppiato da:
- Enzo Consoli in Ellery Queen (ep. 5), Saranno famosi (st. 3), La signora in giallo (st. 7)
- Michele Gammino in Ellery Queen (ep. 4)
- Angelo Nicotra in Ellery Queen (ep. 12-13, 15, 21)
- Gianni Marzocchi in Saranno famosi (st. 4-5)
- Franco Chillemi in Top Secret
- Gino Pagnani in La signora in giallo (ep. 2x02)
- Paolo Lombardi in La signora in giallo (ep. 3x05)
- Dario De Grassi in La signora in giallo (ep. 4x08)
- Alvise Battain in La signora in giallo (ep. 5x16)
- Rino Bolognesi in La signora in giallo (ep. 6x19)
- Giorgio Lopez in La signora in giallo (ep. 9x09)
- Sergio Tedesco in Davy Crockett